# Monti della Boemia centrale
I Monti della Boemia centrale (in ceco České Středohoří) sono un massiccio montuoso della Repubblica Ceca settentrionale, lungo circa 90 km e attraversato dal fiume Elba. I monti sono formati da basalto e occupano una superficie di circa 1266 km².